# Stary Cmentarz Ewangelicki w Bielsku-Białej
Stary Cmentarz Ewangelicki w Bielsku-Białej – nieczynny cmentarz ewangelicki znajdujący się w Bielsku-Białej, przy ulicy Andrzeja Frycza-Modrzewskiego na tak zwanym Bielskim Syjonie.
Został założony w lutym 1833 na nieruchomości ofiarowanej przez mydlarza Gottlieba Klimkego. Decyzję o jego budowie przyspieszyła epidemia cholery, która nawiedziła Bielsko w 1831. Wcześniej zarówno ewangelicy, jak i katolicy byli chowani na wspólnym cmentarzu przy kościele Świętej Trójcy. W latach 60. XIX wieku został znacznie powiększony w kierunku wschodnim. W 1911 otwarto Nowy Cmentarz Ewangelicki przy ulicy Listopadowej, jednak pochówków na starym cmentarzu dokonywano aż do czasów II wojny światowej. Prawdopodobnie później zakopywano tutaj nielegalnie również ofiary Urzędu Bezpieczeństwa. Po 1945 cmentarz był regularnie niszczony, a komunistyczne władze domagały się nawet usunięcia niemieckojęzycznych nagrobków. Potomkowie pochowanych na cmentarzu osób, aby uratować nagrobki musieli je zdewastować, np. poprzez zamalowanie farbą, skucie starych napisów lub przewrócenie nagrobka napisami do ziemi. Nieliczne z nich po 1989 zostały odrestaurowane przez miasto.
Cmentarz składa się z siedmiu sektorów. Prowadzi na niego neogotycka brama z trzema arkadami, zbudowana w 1863. Najstarszy zachowany nagrobek pochodzi z 1857. Najbardziej reprezentacyjną częścią nekropolii jest, prowadząca z południa na północ, Aleja Zasłużonych, przy której miejsce spoczynku znaleźli najbogatsi i najbardziej zasłużeni mieszkańcy miasta.
Na Starym Cmentarzu ewangelickim w Bielsku-Białej spoczywają m.in.:
- burmistrzowie miasta, np. Karl Ferdinand Sennewaldt, Moritz Scholz czy Heinrich Hofmann
- zasłużeni pastorzy, np. Josef Franz Schimko, Karl Samuel Schneider
- przemysłowcy, np. Gustav Förster i Hermann Schneider
- działacze społeczni, np. Theodor Sixt
- uczeni, np. Philipp Johann Ferdinand Schur

Nieczynna od ponad 70 lat nekropolia stanowi enklawę dzikiej przyrody w centrum miasta. Rosną tutaj pomnikowe drzewa oplecione przez bluszcze i inne pnącza. Nagrobki, mury i cmentarne alejki obrośnięte są licznymi gatunkami roślin. Jest to również oaza dla ptaków (szczególnie w okresie lęgowym) i małych ssaków.